# Janirella bonnieri
Janirella bonnieri là một loài chân đều trong họ Janirellidae. Loài này được Stephensen miêu tả khoa học năm 1915.